# 库特布尔拉普尔
库特布尔拉普尔（Quthbullapur），是印度安得拉邦Rangareddi县的一个城镇。总人口225816（2001年）。

## 人口
该地2001年总人口225816人，其中男性118463人，女性107353人；0—6岁人口31651人，其中男16205人，女15446人；识字率67.06%，其中男性为73.04%，女性为60.46%。